# Karussell
Karussell is een draaimolen in het Nederlandse pretpark Toverland. De attractie is geopend in 2004.
Lijst van attracties in Attractiepark Toverland · Afbeeldingen